# Rebecca Lamarche-Vadel
Rebecca Lamarche-Vadel (née en 1986) est une historienne de l'art et commissaire d'exposition française. 

## Biographie
Rebecca Lamarche-Vadel est diplômée de sciences politiques et histoire de l’art à l’Université Panthéon Sorbonne.
Elle commence sa carrière au ministère de la culture puis au musée d'Art moderne de la ville de Paris en tant qu'assistante de conservation. 
De 2012 à 2019, elle commissaire d'exposition au Palais de Tokyo. Elle réalise entre autres les expositions Bastards d’Ed Atkins et Mo’Swallow de David Douard en 2014, Tino Sehgal et FOXP2 de Marguerite Humeau en 2016 et Tomás Saraceno, ON AIR en 2018.
En octobre 2019, elle est nommée directrice artistique de la Fondation Lafayette Anticipations, en remplacement de François Quintin.
Elle a été commissaire en chef de la IIe Biennale internationale d’art contemporain de Riga qui aurait dû avoir lieu de mai à octobre 2020 mais a dû être repoussé à cause du Covid-19.

## Vie privée
Elle est la fille de l'écrivain et critique d'art Bernard Lamarche-Vadel.